# Lastrea grisea
Lastrea grisea là một loài dương xỉ trong họ Dryopteridaceae. Loài này được Bedd mô tả khoa học đầu tiên năm 1870.
Danh pháp khoa học của loài này chưa được làm sáng tỏ. 